# Yeşilçiftlik, Sultandağı
Yeşilçiftlik là một thị trấn thuộc huyện Sultandağı, tỉnh Afyonkarahisar, Thổ Nhĩ Kỳ. Dân số thời điểm năm 2011 là 2.424 người.